# Ircinia arbuscula
Ircinia arbuscula är en svampdjursart som först beskrevs av Hyatt 1877.  Ircinia arbuscula ingår i släktet Ircinia och familjen Irciniidae.
Artens utbredningsområde är havet kring Kiribati. Inga underarter finns listade i Catalogue of Life.